# Club de Fútbol Pozuelo de Alarcón
El Club de Fútbol Pozuelo de Alarcón es un club de fútbol de España, de la ciudad de Pozuelo de Alarcón (Madrid). Fue fundado en 1943 y milita en la Primera Categoría de Aficionados de la Comunidad de Madrid.

## Historia

### Sus inicios
El Club de Fútbol Pozuelo de Alarcón fue fundado en 1995, fruto de la fusión de los dos clubes más representativos de la ciudad de Pozuelo de Alarcón; la Unión Deportiva Pozuelo y el Parque Atlético Pozuelo en 1994. Así, aunque su fundación se produjo en 1995, sus orígenes se remontan al 28 de agosto de 1943.
En ese momento, en la ciudad de Pozuelo jugar al fútbol era todo un privilegio. Por lo tanto, el Club decidió que todo aquel joven que quisiese jugar podría hacerlo. Así se estableció, lo que es hoy fundamental para el CF Pozuelo, los valores relacionados con el trabajo en equipo, el compromiso, la fidelidad y el orgullo de poder defender un escudo.
El CF Pozuelo militó en competiciones regionales en las temporadas 1931-32 y 1932-22, posteriormente causa baja, mientras el U.D. Pozuelo fue dado de alta en la Federación Castellana de Fútbol el 28 de agosto de 1943. En 1994-95 pasa a dominarse CF Pozuelo de Alarcón, donde estuvo durante 9 temporadas en tercera división y 16 temporadas en nacional femenino.

### Más de 70 años de vida deportiva
A lo largo de sus 75 años de vida deportiva, son muchos y variados los éxitos que ha alcanzado este Club. 
Es uno de los clubes más antiguos de la Comunidad de Madrid. En 1996, se le otorga a su presidente: Isaac Cardoso, el Premio al mérito deportivo 96-97, por ser el 7º Club más antiguo de la Comunidad de Madrid con más de 18.000 jugadores y jugadoras. 
El equipo logró debutar en Tercera División por primera vez en la temporada 2007-08.

## Actualidad
Actualmente la cabeza visible la forman el primer equipo masculino que compite en la 3ª División Nacional, el primer equipo juvenil en la Liga Nacional y el femenino en 2ª División Nacional. El primer equipo busca consolidarse entre los grandes de la Comunidad de Madrid. 
El CF Pozuelo puede presumir de tener una de las mejores canteras de la Comunidad de Madrid y a su vez sus equipos compiten al más alto nivel en las máximas categorías de la Federación de Fútbol de Madrid.

## Uniforme
- Uniforme titular: Camiseta verde, pantalón verde y medias blancas.
- Uniforme alternativo: Camiseta roja, pantalón blanco y medias rojas.

## Estadio
El Pozuelo C.F. juega sus partidos como local en la ciudad de Pozuelo de Alarcón, Madrid. Sus instalaciones se encuentran en la Ciudad Deportiva Valle de Las Cañas, con capacidad para 2.000 espectadores.

## Otras secciones y filiales
El CF Pozuelo posee varias categorías desde juveniles a prebenjamines, incluyendo una escuela para los más pequeños. Cuentan con más de 32 equipos. Además dispone de varios equipos femeninos, estando el primer equipo en Segunda División.

### Club de Fútbol Pozuelo de Alarcón femenino
El Club de Fútbol Pozuelo de Alarcón femenino milita en Segunda División. Debutó en la Superliga Española la temporada 2001-02.

## Palmarés

### Palmarés del CF Pozuelo
- Temporadas en Primera División: 0.
- Temporadas en Segunda División: 0.
- Temporadas en Tercera División: 11.

### Palmarés del CF Pozuelo Femenino
- Temporadas en Primera División: 7.
- Temporadas en Primera División B: 1. (2019/20)
- Temporadas en Segunda División: 13.
- Mejor puesto en la liga: 1º (Primera Nacional, temporada 2007-08).